# Choi Suk-Jae
Choi Suk-Jae, južnokorejski rokometaš, * 7. november 1965.
Leta 1988 je na poletnih olimpijskih igrah v Seulu v sestavi južnokorejske rokometne reprezentance osvojil srebrno olimpijsko medaljo. Čez štiri leta je osvojil šesto mesto.